# وولچیخا (سرزمین آلتای)

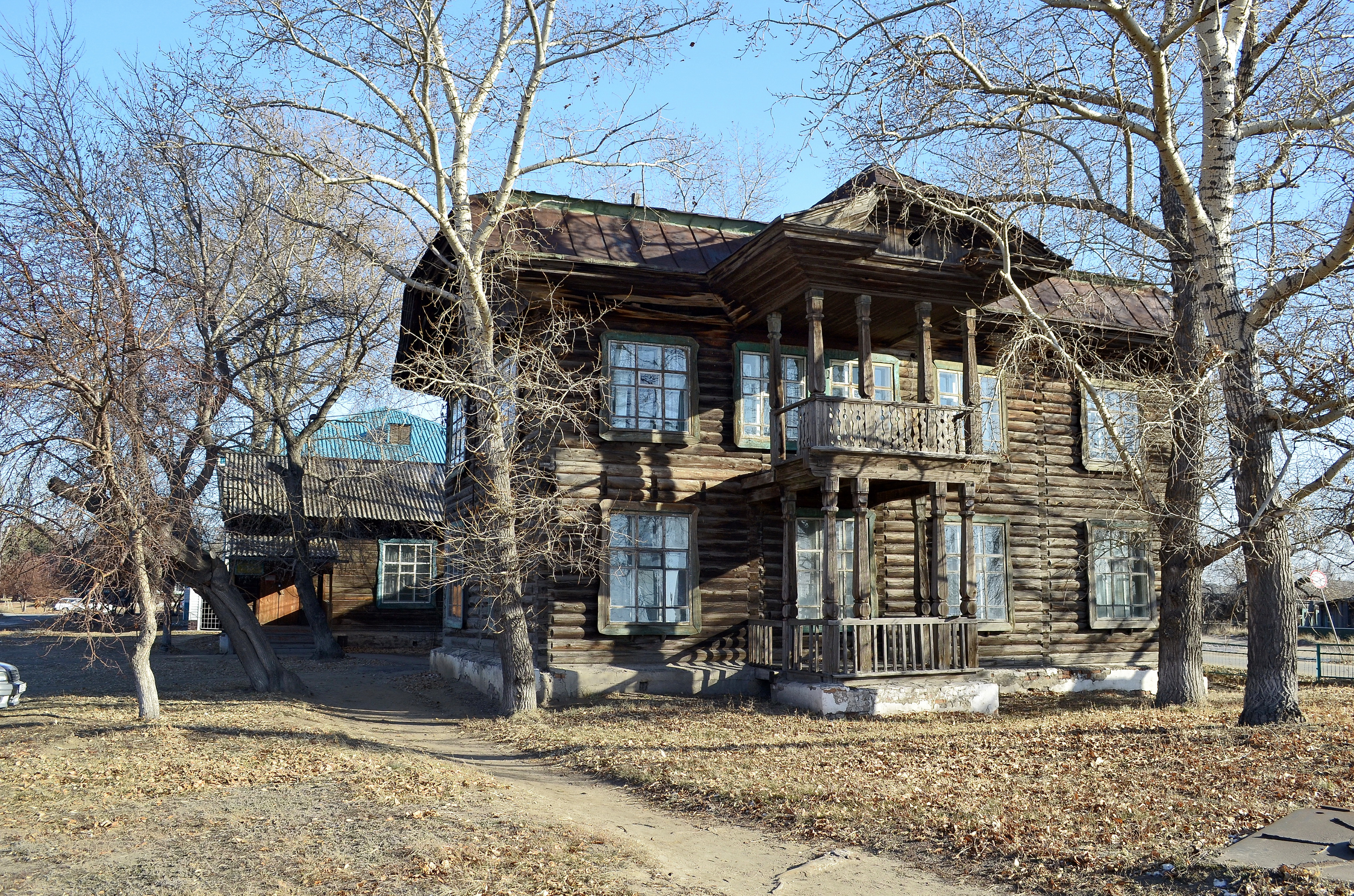
نمایی از بیمارستان دامپزشکی منطقهٔ مسکونی وولچیخا - ۲۰۲۱

وولچیخا (به لاتین: Volchikha) یک منطقهٔ مسکونی در روسیه است که در سرزمین آلتای واقع شده‌است.